# Mary Jane Clarke

Mary Jane Clarke, vermutlich 1909

Mary Jane Clarke, geborene Goulden (* 1862 in Salford, Manchester; † 25. Dezember 1910 in London) war eine englisch-britische Suffragette. Sie starb am Weihnachtstag 1910, zwei Tage nach ihrer Entlassung aus dem Gefängnis, wo sie zwangsernährt worden war. In einem Nachruf wurde sie von Emmeline Pethick-Lawrence als „erste Märtyrerin der Suffragetten“ bezeichnet. Sie war die jüngere Schwester der Suffragettenführerin Emmeline Pankhurst.

## Leben
Clarke wurde als eines von zehn Kindern von Robert Goulden und Sophia Goulden, geborene Craine, geboren, darunter die ältere Schwester Emmeline. Goulden war ein Selfmademan, Geschäftsführer einer Baumwolldruckerei, der sich vom Laufburschen zum Zeitpunkt seiner Heirat hochgearbeitet hatte; Sophia, eine Lehrerin, hatte großen Einfluss auf die politischen Ansichten ihrer Töchter. Robert Goulden stammte aus einer armen Familie aus Manchester mit einem gewissen Hintergrund politischer Aktivität; Roberts Mutter, eine Barchent-Schneiderin, arbeitete in der Anti-Corn Law League mit, und sein Vater wurde in die Royal Navy gepresst und war beim Peterloo-Massaker anwesend.
Zusammen mit ihrer Schwester besuchte Clarke die École normale Sainte Marie de Neuilly in Paris. Zusammen mit Emmeline war sie Mitbegründerin des Geschäfts Emerson & Co. in der Hampstead Road in London, in dem sie mit ihren künstlerischen Fähigkeiten den Bestand an kunstemaillierten Modeartikeln dekorierte und in der Volkszählung von 1891 als decorative artist bezeichnet wurde. Nachdem die Pankhursts 1893 nach Manchester gezogen waren, half sie dort 1898 bei der Gründung von Emerson's. Im Dezember 1895 heiratete sie John Clarke. Im Jahr 1904 verließ sie ihn und lebte im Folgenden mit ihrer Nichte Sylvia Pankhurst zusammen.
Clarke wurde als Stellvertreterin von Emmeline Pankhurst als Registerbeamtin in Manchester angestellt, während sie gleichzeitig die Arbeit der Women’s Social and Political Union (WSPU) unterstützte. Im Februar 1906 arbeitete sie nur noch für die WSPU und wurde 1907 zur WSPU-Organisatorin ernannt. Im Jahr 1909 führte sie eine Gruppe, zu der auch Irene Dallas gehörte, zur Downing Street, wo sie verhaftet und zu einem Monat Gefängnis verurteilt wurde.
Nach ihrer Entlassung begann Clarke 1909, für die WSPU in Yorkshire zu sprechen. Im Sommer war sie die Organisatorin an der Südküste in Brighton, wo sie von Minnie Baldock bei der Arbeit und von Minnie Turner finanziell unterstützt wurde. Clarke war ruhig und selbstbeherrscht, wenn ihr bei Veranstaltungen Zwischenrufe entgegenschlugen und führte die Wahlkampfkampagnen für die Parlamentswahlen im Januar 1910 im Vereinigten Königreich. Clarke wurde von ihren Suffragetten-Kolleginnen für ihre „superhuman strength of spirit“ und „superhuman strength of spirit“ bewundert, nachdem sie in Bournemouth von einer wütenden Menge, die sie mit faulen Äpfeln bewarf, verletzt worden war.
Clarke nahm an den Protesten am Schwarzen Freitag, 18. November 1910 teil, bei denen viele Frauen von der Polizei angegriffen wurden, und wurde dabei verletzt. Einige Tage später, am 23. November 1910, wurde sie nach ihrer Rückkehr zu den Protesten wegen Einschlagens von Fenstern verhaftet und für einen Monat im Holloway Prison inhaftiert, wo sie zwangsernährt wurde, nachdem sie in den Hungerstreik getreten war. Clarke wurde am 23. Dezember 1910 aus dem Gefängnis entlassen, sprach auf einer Suffragetten-Veranstaltung, reiste zu einem weiteren Treffen nach Brighton und kehrte nach London zurück.
Zwei Tage später, am 25. Dezember 1910, starb sie im Haus ihres Bruders in Winchmore Hill, London, an einer Gehirnblutung. Emmeline Pethick-Lawrence bezeichnete sie in ihrem Nachruf als „die erste Märtyrerin, die für diese Sache in den Tod gegangen ist“.

## Nachleben
Im Januar 1911 pflanzte die Suffragettenführerin Annie Kenney eine Himalaya-Zeder als Gedenkbaum für sie im Garten des Eagle House, der auch als Suffragette's Rest bekannt ist.
„Mary Jane Clarke“ tritt 2018 in dem deutschen Dokudrama „Die Hälfte der Welt gehört uns“ über die Frauenwahlrechtsbewegung in Deutschland, Frankreich und dem Vereinigten Königreich auf, gespielt von Alexandra Schalaudek.
Ebenfalls im Jahr 2018 begann eine Kampagne für eine Statue von Mary Jane Clarke in den Pavilion Gardens in Brighton Spenden zu sammeln. Ein Entwurf der Bildhauerin Denise Dutton wurde 2020 vom City Council Brighton & Hove mit Unterstützung aller Parteien genehmigt. Sie soll ein Bild „weiblichen Mutes und politischer Führungsstärke“ erinnern, „das Frauen und Mädchen ermutigt, am öffentlichen Leben teilzunehmen und ein besseres Verständnis für die Geschichte der Frauen fördert“. Auf der Plakette der Statue steht auch ein Zitat von Emmeline Pankhurst: „Sie ist die erste, die stirbt. Sie ist die erste, die stirbt, wie viele müssen ihr folgen […]“